# Toxorhynchites splendens
Toxorhynchites splendens es una especie de mosquito no hematófago del género Toxorhynchites. Es ampliamente utilizado como un depredador para controlar los mosquitos del dengue.

## Distribución
Muestra una distribución casi cosmopolita en todo el Viejo Mundo, excepto en el continente africano, tanto a través de las influencias humanas como de métodos naturales. Se encuentra en India, Sri Lanka Malasia, Tailandia, Nueva Guinea, Filipinas y las islas Fiyi y Rotuma

## Importancia
La gran expansión puede deberse al transporte naval de larvas de un lugar a otro. En 1934, estos mosquitos fueron introducidos en Fiyi como un método de control biológico de Aedes polynesiensis y en India y Malasia para controlar Aedes aegypti y Aedes albopictus, que son vectores prominentes de muchas enfermedades humanas. Prefieren consumir huevos y larvas de Aedes aegypti y Anopheles stephensi